# Team Bangladesh F.C. (Palau)
Team Bangladesh Football Club là một câu lạc bộ bóng đá Palau thành lập năm 2004, thi đấu ở Giải bóng đá vô địch quốc gia Palau. Team Bangladesh là câu lạc bộ thành công nhất ở Palau. Họ là đội bóng duy nhất tham gia ở tất cả các mùa giải của Giải bóng đá vô địch quốc gia Palau  và vô địch 3 lần, nhiều hơn bất cứ đội bóng nào khác.

## Lịch sử
Team Bangladesh thành lập năm 2004 và tham gia Giải bóng đá vô địch quốc gia Palau, khởi tranh vào cùng năm đó. Các đội bóng khác ở Palau cũng được thành lập năm 2004 để tham gia giải đấu, nhưng Team Bangladesh là đội duy nhất trong các đội đầu tiên còn ở lại giải đấu đến mùa giải 2012.

## Danh hiệu
- Giải bóng đá vô địch quốc gia Palau: 3

2005, 2006–07, 2012.
Nguồn: